# Lohmar
Lohmar est une ville de Rhénanie-du-Nord-Westphalie (Allemagne), située dans l'arrondissement de Rhin-Sieg, dans le district de Cologne, dans le Landschaftsverband de Rhénanie.

## Jumelages
La ville de Lohmar est jumelée avec :
- Frouard (France) depuis 1974
- Pompey (France) depuis 1974
- Vila Verde (Portugal) depuis 1986
- Eppendorf (Allemagne) depuis 1990
- Żarów (Pologne) depuis 2007

## Personnalités liées à la ville
- Johannes Höver (1816-1864), franciscain né à Oberstehöhe.
- Käthe Overath (1926-1995) née à Donrath.
- Kelsang Wangmo (1971-)